# Diradius caribbean
Diradius caribbean is een insectensoort uit de familie Teratembiidae, die tot de orde webspinners (Embioptera) behoort. De soort komt voor in de Verenigde Staten (Florida) en Cuba.
Diradius caribbean is voor het eerst wetenschappelijk beschreven door Ross in 1944.